# Шуринский
Шуринский — посёлок в Мошковском районе Новосибирской области. Входит в состав Сокурского сельсовета.

## География
Площадь посёлка — 6 гектаров.

## Население
| 2002 | 2007 | 2010 |
| ---- | ---- | ---- |
| 11   | ↘8   | →8   |

## Инфраструктура
В посёлке по данным на 2007 год отсутствует социальная инфраструктура.